# Ananda Kouassikro
Ananda Kouassikro est un village au centre de la Côte d'Ivoire en pays Baoulé dans le district des Lacs. Administrativement rattachée au département de Daoukro, appartenant à la région de l'Iffou.